# Epiplema transgrisea
Epiplema transgrisea är en fjärilsart som beskrevs av Holloway 1976. Epiplema transgrisea ingår i släktet Epiplema och familjen Uraniidae. Inga underarter finns listade i Catalogue of Life.